# Jux-Brüder
Jux-Brüder (Skämtbröder), op. 208, är en vals av Johann Strauss den yngre. Den spelades första gången den 15 februari 1858 i danslokalen Zum Sperl i Wien.

## Historia
Omedelbart efter 1858 års karneval förlorade staden Wien två av sina största nöjesentrprenörer: Ferdinand Dommayer (1799-1858) ägare till Café Dommayer och Johann Georg Scherzer (1796-1858) mångårig ägare till Zum Sperl. Båda var nära förbundna med familjen Strauss. 1857, strax före sin död, sålde Scherzer sitt ställe till Franz Daum för 75 000 floriner. Zum Sperl hade med åren fått se sin prominenta plats hotas av mer imponerande balsalar som Odeon-Saal och Sofienbad-Saal. Den 14 februari annonserade tidningen Wiener Theaterzeitung att en välgörenhetskonsert av Johann Strauss skulle äga rum nästföljande dag på Zum Sperl. Den hade mottot "Den sista karnevalsmåndagen i gamla Sperl". Tidningen fortsatte: "Denna festbal kommer bli den sista i dessa salar som var tillägnade glädje och lycka, då hela byggnaden nästa höst kommer gå över i Herr Daums ägo, som kommer bygga om dem i parisisk stil. Så med Sperl försvinner därmed ännu en bit av det gamla Wien!"
Till den sista balen på "gamla Sperl" bidrog Strauss med en vals i ländlerstil, som han kallade Jux-Brüder. Det var hans tionde komposition för 1858 års karneval. Hans broder Josef Strauss, som delade dirigentpulten med Johann denna afton, hade skrivit ytterligare sex nya dansstycken till karnevalen, men det var Jux-Brüder som drog ned flest applåder. Kritikern i Wiener Theaterzeitung skrev den 17 februari: "Denna vals består av idel Wienersånger, så stilfull och livlig, så melodisk och lockande, så full av extrem genialitet liksom wienarna. Dansarna, överväldigade av dessa livliga melodier (vilka helt går i linje med titeln), verkade helt ha förvandlats till evighetsmaskiner; ingen var beredd att lämna dansgolvet, ingen var beredd att överge sin danspartner, och än en gång fick Strauss greppa violin och stråke i sin hans och slå av 'Jux-Brüder'. Under hela balen spelades säkert valsen ett dussintal gånger, varje gång frambringande samma entusiasm. 'Jux-Brüder' kommer bestå, ty den består av så älskvärda melodier att ingen kan tröttna på dem. Det sägs att: 'I ditt anletes svett ska du äta ditt bröd', och sannerligen detta stämde in på Strauss; otaliga svettpärlor trillade nedför hans panna och nästan badande i svett lämnade han orkester efter att 'Jux-Brüder' hade förklingat en sista gång i dessa salar".
Men valsen överlevde inte så länge trots kritikerns många lovord. Vissa av valsens melodier (inledning och valstema 4A) skulle få nytt liv 14 år senare då Johann Strauss band samman dem med teman från valserna Die Jovialen (op. 34), Lava-Ströme (op. 74), Man lebt nur einmal (op. 167), Vibrationen (op. 204) och Hofball-Tänze (op. 298) till kompositionen Jubilee-Waltz, en pastisch han gjorde till sitt besök på World's Peace Jubilee and International Musical Festival i Boston i juni och juli 1872.

## Om valsen
Speltiden är ca 7 minuter och 16 sekunder plus minus några sekunder beroende på dirigentens musikaliska tolkning.

## Weblänkar
- Jux-Brüder i Naxos-utgåvan.